# Persone di cognome Kovács
| Questa pagina contiene informazioni ricavate automaticamente dalle voci biografiche con l'ausilio del template Bio e di un bot. L'aggiornamento è periodico e automatico e ricostruisce completamente la pagina. Se manca una persona in questa lista, sei pregato di non aggiungerla, ma accertati piuttosto che la sua voce biografica contenga il template Bio e che i dati anagrafici siano correttamente compilati. Se il template Bio manca, inseriscilo tu stesso o, in alternativa, metti l'avviso {{tmp\|Bio}} che ne segnala la mancanza. Se i dati riportati sono sbagliati, correggi direttamente la voce biografica; le modifiche saranno visibili in questa lista entro pochi giorni. Per chiarimenti vedi il progetto biografie. La lista contiene solo le 45 persone che sono citate nell'enciclopedia e per le quali è stato implementato correttamente il template Bio. Pagina aggiornata al 3 nov 2022. |

Questa è una lista di persone presenti nell'enciclopedia che hanno il cognome Kovács, suddivise per attività principale.

## Allenatori di calcio(4)
- Elemér Kovács, allenatore di calcio e calciatore ungherese (Budapest, n.1890 - † 1965)
- Ferenc Kovács, allenatore di calcio e calciatore ungherese (Budapest, n.1934 - Székesfehérvár, † 2018)
- Lajos Kovács, allenatore di calcio e calciatore ungherese (Budapest, n.1894 - New York, † 1973)
- Ștefan Kovács, allenatore di calcio e calciatore rumeno (Timișoara, n.1920 - Cluj-Napoca, † 1995)

## Arbitri di calcio(1)
- István Kovács, arbitro di calcio rumeno (Carei, n.1984)

## Calciatori(12)
- Dániel Kovács, calciatore ungherese (Gyula, n.1994)
- Imre Kovács, calciatore e allenatore di calcio ungherese (Budapest, n.1921 - Budapest, † 1996)
- István Kovács, calciatore ungherese (Szombathely, n.1992)
- István Kovács, calciatore ungherese (Salgótarján, n.1953 - † 2020)
- János Kovács, calciatore ungherese (n.1912 - † 1989)
- József Kovács, ex calciatore ungherese (Balatonlelle, n.1949)
- Kálmán Kovács, ex calciatore ungherese (Budapest, n.1965)
- László Kovács, calciatore ungherese (Tatabánya, n.1951 - Győr, † 2017)
- Lóránt Kovács, calciatore rumeno (Târgu Mureș, n.1993)
- Miklós Kovács, calciatore e allenatore di calcio rumeno (Mehadia, n.1911 - Timișoara, † 1977)
- Péter Kovács, calciatore ungherese (Salgótarján, n.1978)
- Zoltán Kovács, ex calciatore ungherese (Budapest, n.1973)

## Canoisti(1)
- Katalin Kovács, canoista ungherese (Budapest, n.1976)

## Cantanti(2)
- Kati Kovács, cantante e attrice ungherese (Verpelét, n.1944)
- Ákos, cantante ungherese (Budapest, n.1968)

## Cestisti(4)
- Ilona Kovács, ex cestista ungherese (Budapest, n.1960)
- József Kovács, cestista e allenatore di pallacanestro ungherese (Baja, n.1937 - † 2016)
- Katalin Kovács, ex cestista ungherese (Szekszárd, n.1932)
- Péter Kovács, cestista ungherese (Baja, n.1988)

## Compositori di scacchi(1)
- Norbert Kovács, compositore di scacchi ungherese (Vienna, n.1874 - Budapest, † 1946)

## Fotografi(1)
- László Kovács, fotografo e direttore della fotografia ungherese (Cece, n.1933 - Beverly Hills, † 2007)

## Ginnasti(1)
- Zsófia Kovács, ginnasta ungherese (Dunaújváros, n.2000)

## Giocatori di calcio a 5(1)
- Michal Kovács, giocatore di calcio a 5 ceco (n.1990)

## Judoka(1)
- Antal Kovács, ex judoka ungherese (Paks, n.1972)

## Mezzofondisti(1)
- József Kovács, mezzofondista ungherese (Nyíregyháza, n.1926 - Budapest, † 1987)

## Nuotatori(2)
- Benedek Kovács, nuotatore ungherese (Budapest, n.1998)
- Ágnes Kovács, nuotatrice ungherese (Budapest, n.1981)

## Ostacolisti(1)
- József Kovács, ostacolista e velocista ungherese (Budapest, n.1911 - Budapest, † 1990)

## Pallanuotisti(1)
- Róbert Kovács, pallanuotista ungherese (n.1977)

## Pentatleti(2)
- Gergely Kovács, ex pentatleta ungherese (n.1975)
- Sarolta Kovács, pentatleta ungherese (Tapolca, n.1991)

## Politici(1)
- László Kovács, politico e diplomatico ungherese (Budapest, n.1939)

## Pugili(1)
- István Kovács, ex pugile ungherese (Budapest, n.1970)

## Registi(1)
- András Kovács, regista e sceneggiatore ungherese (Kide, n.1925 - Budapest, † 2017)

## Scacchisti(1)
- László Kovács, scacchista ungherese (Békéscsaba, n.1938 - † 2000)

## Schermidori(5)
- Attila Kovács, schermidore ungherese (Budapest, n.1939 - Budapest, † 2010)
- Edit Kovács, ex schermitrice ungherese (Veszprém, n.1954)
- Iván Kovács, schermidore ungherese (Budapest, n.1970)
- Pál Kovács, schermidore ungherese (Debrecen, n.1912 - Budapest, † 1995)
- Tamás Kovács, ex schermidore ungherese (Budapest, n.1943)